# 大西健丞
大西 健丞（おおにし けんすけ、1967年5月29日 - ）は、日本の社会起業家である。特定非営利活動法人ピースウィンズ・ジャパン (PWJ) の代表理事兼統括責任者、アジアパシフィック アライアンス (A-PAD) 統括責任者。

## 人物

### 就職とNGO設立
上智大学に在学中、フィリピン、インドネシアで農村開発NGOの活動に接する。それまでは日本から出たことがなかったが、上智大学教官だった鶴見良行と朝日新聞編集委員だった松井やよりから「あまり考えないで、海外を歩いてみたら」と言われたことが人生の転機になった、と語る。

### NGO参加拒否問題と国会参考人招致
2001年にアフガニスタンで国内避難民支援に携わり、12月のアフガニスタン復興NGO東京会議の開催に関わる。2002年1月に、政府主催のアフガニスタン復興支援国際会議の前日に外務省から出席を拒否されたが、翌日に外務大臣命令で正式に参加承認される。記者会見で不当性を訴え、背後に鈴木宗男の「圧力」を指摘して政治問題化し、国会で参考人招致を受けた。10年以上のちに鈴木宗男と偶然に出会い、笑顔で握手を求められた、と後に語る。

### 国内社会課題への取り組み
東日本大震災の経験から大規模災害時のリスク分散などを考慮し、2013年にピースウィンズ・ジャパンの本部を、東京から広島県神石高原町へ移転し、広島県内の殺処分犬を1000日以内にゼロにする計画を発表する。600頭規模の犬舎の建設や、広島市と神奈川県藤沢市で譲渡センター開設などを進めた。2016年に同活動が日本経済新聞社ソーシャルイニシアチブ大賞を受賞する。
2016年から瀬戸内海の豊島で、ゲルハルト・リヒター「14枚のガラス／豊島」の一般公開を始める。作品を収める箱型の建物は、リヒターのアイデアとデザインに基づいて建てられた。毎年春 - 秋の一定期間に土・日・祝日限定で無料で公開される。
ピースウィンズ・ジャパンの｢ピースワンコ広島譲渡センター｣は、保護した犬の25匹に狂犬病予防注射を怠たった狂犬病予防法違反容疑で広島県警察から強制捜査され、「注射が一時追いつかなかった」｢現在は全頭終えた｣と釈明したが2018年11月に書類送検されたのちに不起訴処分が確定した。
2024年4月 民間活力とともに社会の幅広い力を集める「共助資本主義」を提唱している経済同友会の副代表幹事に就任。企業経営者以外からの登用は異例で、国際的なNPOからは初めてと報道される。

## その他の役職・受賞歴
2006年 ダボス 世界経済フォーラム ヤング・グローバル・リーダーに選出
2010年 総理大臣諮問会議「新しい公共円卓会議」委員
2012年 - 2015年 海上自衛隊幹部学校講師
2016年2月 厚生労働省保健医療2035推進参与
2024年4月 公益社団法人経済同友会副代表幹事・共助資本主義実現委員会副委員長

## 著書
- NGO、常在戦場（2006年2月、徳間書店、ISBN 978-4198621353）
- 国際人道支援（2009年、共著、ナカニシヤ出版）
- 世界が、それを許さない。（2017年12月、岩波書店、ISBN 978-4000612388）

## 出演
- ポリタスTV（YouTube、2021年12月7日）